# Mountain Center (Kalifornija)
Mountain Center je naseljeno područje za statističke svrhe u američkoj saveznoj državi Kalifornija. Prema popisu stanovništva iz 2010. u njemu je živjelo 63 stanovnika.